# 당송팔가시선
당송팔가시선(唐宋八家詩選)은 충청북도 청주시 흥덕구 청주고인쇄박물관에 있는, 임란전 1444년경에 간행된 중국 시선집이다. 2019년 3월 8일 충청북도의 유형문화재 제378호로 지정되었다.

## 개요
1444년(세종 26년)에 안평대군이 당송의 대표적인 문장가 8인의 작품을 선집하여 전체 10권으로 편성되었다. 안평대군의 필적의 서문과 이어 최항(贊), 박팽년(詩選後), 신숙주(跋), 이선제(記), 이개(後序), 성삼문(書八家詩選後)에서 각자의 필체를 그대로 볼 수 있도록 판각하고 있으며, 당송의 8인으로 李太白, 杜子美, 韋應物, 柳子厚, 歐陽修, 王介甫, 黃魯直, 蘇子瞻 등의 시를 수록하고 있다. 한국인에 의해 간행된 중국 시선집으로 조선시대 가장 먼저 편찬된 작품이며, 우리 문단의 실정에 맞게 독자적으로 중국시를 선별하였다. 
이 책은 임란전 1444년경에 간행되었으며, 보존상태가 양호하여 내용적으로도 온전하다.

## 참고 문헌
- 당송팔가시선 - 국가유산청 국가유산포털